# Nollensattel
Der Nollensattel (auch als Köpfel bezeichnet) ist 322 Meter hoher Berg am Ostrand des Pfälzerwaldes.

## Geographie

### Lage
Der Berg bildet einen östlichen Ausläufer des Nollenkopfes und befindet sich entlang der Haardt, wie der Ostrand des Pfälzerwaldes genannt wird. Er liegt komplett innerhalb der Gemarkung von Hambach an der Weinstraße zwischen Neustadt an der Weinstraße mit der Hambacher Höhe im Nordosten, dem Afrikaviertel im Nordwesten und dem Stadtteil Hambach im Süden.
Unmittelbar nordöstlich schließt sich der Kastanienberg und südlich der Häuselberg (319,8 m).

### Naturräumliche Zuordnung
Der Nollensattel gehört zum Naturraum „Pfälzerwald“, der in der Systematik des von Emil Meynen und Josef Schmithüsen herausgegebenen Handbuches der naturräumlichen Gliederung Deutschlands und seinen Nachfolgepublikationen als Großregion 3. Ordnung klassifiziert wird. Betrachtet man die Binnengliederung des Naturraums, so gehört er zum Mittleren Pfälzerwald und hier zum Gebirgszug der Haardt, welche den Pfälzerwald zur oberrheinischen Tiefebene hin abgrenzt.
1. Großregion 1. Ordnung: Schichtstufenland beiderseits des Oberrheingrabens
2. Großregion 2. Ordnung: Pfälzisch-saarländisches Schichtstufenland
3. Großregion 3. Ordnung: Pfälzerwald
4. Region 4. Ordnung (Haupteinheit): Mittlerer Pfälzerwald
5. Region 5. Ordnung: Haardt

## Charakteristika
Beim Nollensattel handelt es sich um einen sogenannten Spornberg.

## Infrastruktur

### Bebauung
Der Stadtteil Hambach umfasst siedlungstechnisch den Südhang des Nollensattels und reicht fast bis an dessen Gipfel heran. Entlang des Südhangs verläuft außerdem die Kreisstraße 14. Die Neustadter Kernstadt mit der Hambacher Höhe ragt bis an seinen Osthang heran.

### Wirtschaft
An seinem Osthang wird Weinbau betrieben. Dort befindet sich der Weinberg Oberer Winter Berg als Teil der Neustädter Weinlage Mönchgarten.

### Bauwerke
An seinem Osthang befindet sich die Waldmannsburg, am Nordhang das Herz-Jesu-Kloster und das Mausoleum der Familie Freytag, wo auch der Neustätter Ehrenbürger Conrad Freytag beerdigt wurde.

### Wanderwege
Über den Nollensattel verlaufen unter anderem der Prädikatswanderweg Pfälzer Weinsteig, der Themenweg Pfälzer Keschdeweg, ein solcher, der mit einem roten Balken gekennzeichnet ist und von Neuleiningen bis nach Siebeldingen verläuft, sowie ein Wanderweg, der mit einem roten Punkt markiert ist und von Hertlingshausen bis nach Bobenthal führt. Zudem existiert ein weiterer Weg zum Hohe-Loog-Haus. In der Nähe des Gipfels befindet sich ein Wanderparkplatz.